# Notiomaso australis
Espèce
Synonymes
- Myro frigida Bristowe, 1931

Notiomaso australis est une espèce d'araignées aranéomorphes de la famille des Linyphiidae.

## Distribution
Cette espèce se rencontre en Géorgie du Sud et aux îles Malouines.

## Description
Le mâle décrit par Lavery et Snazell en 2013 mesure 2,36 mm et la femelle 1,84 mm.

## Publication originale
- Banks, 1914 : Arachnida from South Georgia. Brooklyn Institute Museum Science Bulletin, vol. 2, p. 78-79.